# Sklené nad Oslavou
Sklené nad Oslavou là một làng thuộc huyện Žďár nad Sázavou, vùng Vysočina, Cộng hòa Séc.